# Houstonia purpurea
Houstonia purpurea es una especie de planta herbácea de la familia de las rubiáceas. Es nativa del este de los Estados Unidos.
Esta especie tiene tres variedades. La más rara, var. montana estáconsiderada en peligro de extinción en los Estados Unidos. Se encuentra al sur de los Apalaches en la frontera de Tennessee y Carolina del Norte.

## Taxonomía
Houstonia purpurea fue descrita por Carlos Linneo y publicado en Species Plantarum 1: 105, en el año 1753.
Variedades aceptadas
- Houstonia purpurea var. calycosa A.Gray
- Houstonia purpurea var. montana (Small) Terrell
- Houstonia purpurea var. purpurea

Sinonimia
- Anotis purpurea (L.) G.Don
- Chamisme purpurea (L.) Nieuwl.
- Hedyotis purpurea (L.) Torr. & A.Gray
- Knoxia purpurea (L.) Lam. ex Poir.
- Oldenlandia purpurea (L.) A.Gray[4]

var. calycosa A.Gray
- Hedyotis calycosa Shuttlew. ex A.Gray
- Hedyotis lanceolata Poir.
- Hedyotis purpurea var. calycosa (A.Gray) C.Mohr
- Houstonia calycosa (A.Gray) Mohr	Houstonia lanceolata (Poir.) Britton[5]

var. montana (Small) Terrell
- Hedyotis purpurea var. montana (Small) Fosberg
- Houstonia montana Small[6]

var. purpurea
| - Anotis ciliolosa G.Don - Anotis lanceolata DC. - Anotis longifolia G.Don - Diodia frankii Steud. & Hochst. ex C.Presl - Hedyotis caroliniana Raeusch. - Hedyotis ciliolata Torr. ex Spreng. - Hedyotis frankii C.Presl - Hedyotis nigricans var. rigidiuscula (A.Gray) Shinners - Hedyotis purpurea f. albiflora (Standl.) Fosberg - Hedyotis purpurea f. leucantha (Standl.) Fosberg - Hedyotis purpurea f. pubescens (Britton) Fosberg - Hedyotis umbellata Walter - Houstonia angustifolia Pursh - Houstonia angustifolia var. rigidiuscula A.Gray | - Houstonia lanceolata f. albiflora Standl. - Houstonia latifolia Willd. ex Roem. & Schult. - Houstonia macrosepala Nutt. - Houstonia pubescens Raf. - Houstonia purpurea var. pubescens Britton - Houstonia purpurea f. pubescens (Britton) Fernald - Houstonia rigidiuscula (A.Gray) Wooton & Standl. - Houstonia rupestris Raf. - Houstonia tenuifolia f. leucantha Standl. - Houstonia umbellata Walp. - Houstonia varians Michx. - Oldenlandia purpurea var. ciliolata (Torr. ex Spreng.) A.Gray - Spermacoce lanceolata Frank ex C.Presl |